# Albert Oppel
Carl Albert Oppel (1831–1865) fue un paleontólogo alemán. 

## Biografía
Nació en Hohenheim, Württemberg, el 19 de diciembre de 1831. Asistió a la Universidad de Tübingen, donde se doctoró en el año 1853. Los resultados de su trabajo fueron publicado en Die Juraformation Englands, Frankreichs and des südwestlichen Deutschlands (1856 a 1858). En 1858 se convirtió en conservador del Museo de Paleontología de Múnich . En 1860 fue nombrado catedrático de Paleontología de la Universidad de Múnich. Luego, un año más tarde, se convirtió en el director de la Colección Paleontológica. Murió el 23 de diciembre de 1865 a la edad de 35 años.

## Carrera científica
Oppel dedicó su vida al estudio de los fósiles y al examen de los depósitos jurásicos. Se le considera el fundador de la estratigrafía y fue el precursor del uso de los fósiles índice, un término que él creó, para comparar los diferentes estratos. También estableció el piso Titoniense, último del Jurásico, tras el que comienza el Cretácico. Se le concedió la cátedra de Paleontología de la Universidad de Múnich.